# Herb gminy Niegowa
Herb gminy Niegowa – jeden z symboli gminy Niegowa, ustanowiony 21 sierpnia 2012.

## Wygląd i symbolika
Herb przedstawia na tarczy w polu błękitnym srebrne trójwzgórze, z nieco większym środkowym pagórkiem, na którym stoi srebrny orzeł z rozpostartymi skrzydłami. Ptak patrzy w prawo i ma złotą koronę, dziób, przepaskę, nogi i pazury. Na bocznych pagórkach stoją po jednej srebrnej ceglanej i blankowanej wieży warownej ze złotym spiczastym dachem i czarną pionową ambrazurą. 